# 尚博里戈
尚博里戈（法語：Chamborigaud，法語發音：[ʃɑ̃bɔʁiɡo]）是法国加尔省的一个市镇，位于该省北部，属于阿莱斯区。

## 地理
尚博里戈（44°18'5"N, 3°58'40"E）面积17.86 平方千米，位于法国奧克西塔尼大區加尔省，该省份为法国南部沿海省份，南端濒地中海，北起顺时针与阿尔代什省、沃克吕兹省、罗讷河口省、埃罗省、阿韦龙省和洛泽尔省接壤。
与尚博里戈接壤的市镇（或旧市镇、城区）包括：圣塞西尔当多尔日、维亚拉斯、尚邦、热诺拉克、拉韦纳雷德、勒科莱德代兹、旺塔隆昂塞文。

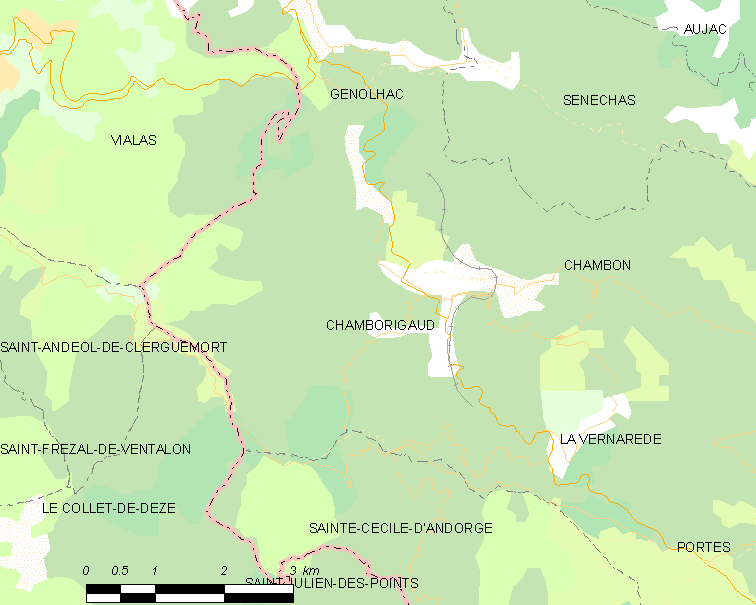
尚博里戈的OSM定位图

尚博里戈的时区为UTC+01:00、UTC+02:00（夏令时）。

## 行政
尚博里戈的邮政编码为30530，INSEE市镇编码为30080。

## 政治
尚博里戈所属的省级选区为拉格朗孔布县。

## 人口

1962-2008年间尚博里戈人口变化图示

尚博里戈于2022年1月1日时的人口数量为886人。